# Cheng Tinghua
Cheng Tinghua (程廷华, zi Yinfang (应芳); Chengjiacun, 1848 – Pechino, 14 agosto 1900) è stato un artista marziale cinese, maestro di Baguazhang.
Fu un allievo di Dong Haichuan che ha fondato la Scuola Cheng di Baguazhang (程派八卦掌, Chengpai Baguazhang).

## Biografia
Cheng Tinghua è nato a Chengjiacun (程家村, villaggio della famiglia Cheng), nell'area amministrativa di Shenxian (深县), nella provincia di Hebei nel 1848. Era il terzo di quattro fratelli, perciò era chiamato Cheng il Terzo (Cheng San, 程三). Siccome aveva il volto butterato era chiamato Cheng San Mazi (程三麻子, Cheng Terzo il Butterato). Durante la sua giovinezza era versato nelle arti marziali e si allenava con un'alabarda (guandao) di 90 kg e con un bastone lungo e pesante. Presto si trasferì a Pechino dove fece l'apprendista in un negozio di occhiali fuori Chongwenmen (崇文门), per questo motivo venne soprannominato Occhiali Cheng (眼镜程, Yanjing Cheng). Qui iniziò a studiare il Shuaijiao, diventando con il tempo esperto dello stile Baoding e di quello Mancese. Nel 1976, a 28 anni, incontrò Dong Haichuan e divenne suo discepolo; diventò amico fraterno di Yin Fu e Shi Jidong.
Cheng strinse amicizia con svariati praticanti di altri stili come Li Cunyi, Liu Dekuan e Zhang Zhaodong e sebbene tutti costoro appaiano come discepoli di Dong Haichuan, si può ragionevolmente supporre che essi abbiano imparato il Baguazhang da Cheng; inoltre Cheng Tinghua e questi personaggi furono i fautori di una fratellanza che riunì i praticanti di Baguazhang, Xingyiquan e Taijiquan nell'intento di ricreare uno stile unico di Neijiaquan. Tra essi vi furono intensi scambi, compararono i propri stili e appresero gli uni dagli altri.
Cheng Tinghua venne ucciso durante l'epilogo della Rivolta dei Boxer, quando l'esercito delle Otto Nazioni occupò Pechino. Il 14 agosto 1900, vicino a Chongwenmen, incontrò dei soldati delle truppe francesi (ma altri dicono tedesche) di invasione e ribellatosi alle loro molestie venne ucciso. I figli trasportarono i resti a Chengjiacun e li seppellirono.

## Allievi
I suoi studenti furono numerosissimi. Ne citiamo alcuni:
- Cheng Youlong (程有龙, il figlio maggiore)
- Cheng Youxin (程有信, il secondo figlio)
- Cheng Yougong (程有功, il terzo figlio)
- Cheng Yousheng (程有生, il quarto figlio)
- Li Wenbiao (李文彪)
- Feng Junyi (冯俊义)
- Sun Lutang (孙禄堂)